# Argelia (ort i Colombia, Cauca, lat 2,26, long -77,25)
Argelia är en ort i Colombia.   Den ligger i departementet Cauca, i den västra delen av landet, 400 km sydväst om huvudstaden Bogotá. Argelia ligger 1 256 meter över havet och antalet invånare är 4 262.
Terrängen runt Argelia är huvudsakligen bergig, men den allra närmaste omgivningen är kuperad. Argelia ligger nere i en dal. Runt Argelia är det ganska glesbefolkat, med 47 invånare per kvadratkilometer. Det finns inga andra samhällen i närheten. I omgivningarna runt Argelia växer i huvudsak städsegrön lövskog.